# Сквира
Скви́ра (укр. Сквира) — город в Киевской области Украины. Входит в Белоцерковский район; до 2020 года был административным центром упразднённого Сквирского района.

## История
При великом князе Святополке II Изяславиче, женатом на дочери половецкого хана Туюрхана (Тугоркана), потомки хана получили удел в Сквире.
Князья Половцы-Рожиновские владели Сквирой до XVI века.
В 1616 году Сквира получила магдебургское право.
До 1795 года Сквира была ничем не примечательным казённым местечком, в 1795 году стала уездным городом Брацлавской губернии, а в 1797 году — центром Сквирского уезда Киевской губернии Российской империи.
В николаевское время в городе появился театр, посетителями которого были чиновники и офицеры:

Что касается до сквирских новостей, то их мало: театр, там появившийся, всё ещё существует, два раза в неделю играются на нём комедии Коцебу и т. п. Труппа не блистательная, даже и хорошенькой актрисы нет ни одной, но по месту и публике она очень хороша. Последняя, состоящая из городских чиновников и нашей братьи офицерской, не может быть взыскательна, ибо очень немногие из оной видели лучшее. И сцена, поставленная в сарае жидовской корчмы, очень изрядная, места, разделённые на ложи, кресла и партер, или лавки, вмещающие с сотню зрителей, чего же более можно требовать от сквирского театра?— Алексей Вульф, 1830 год
.

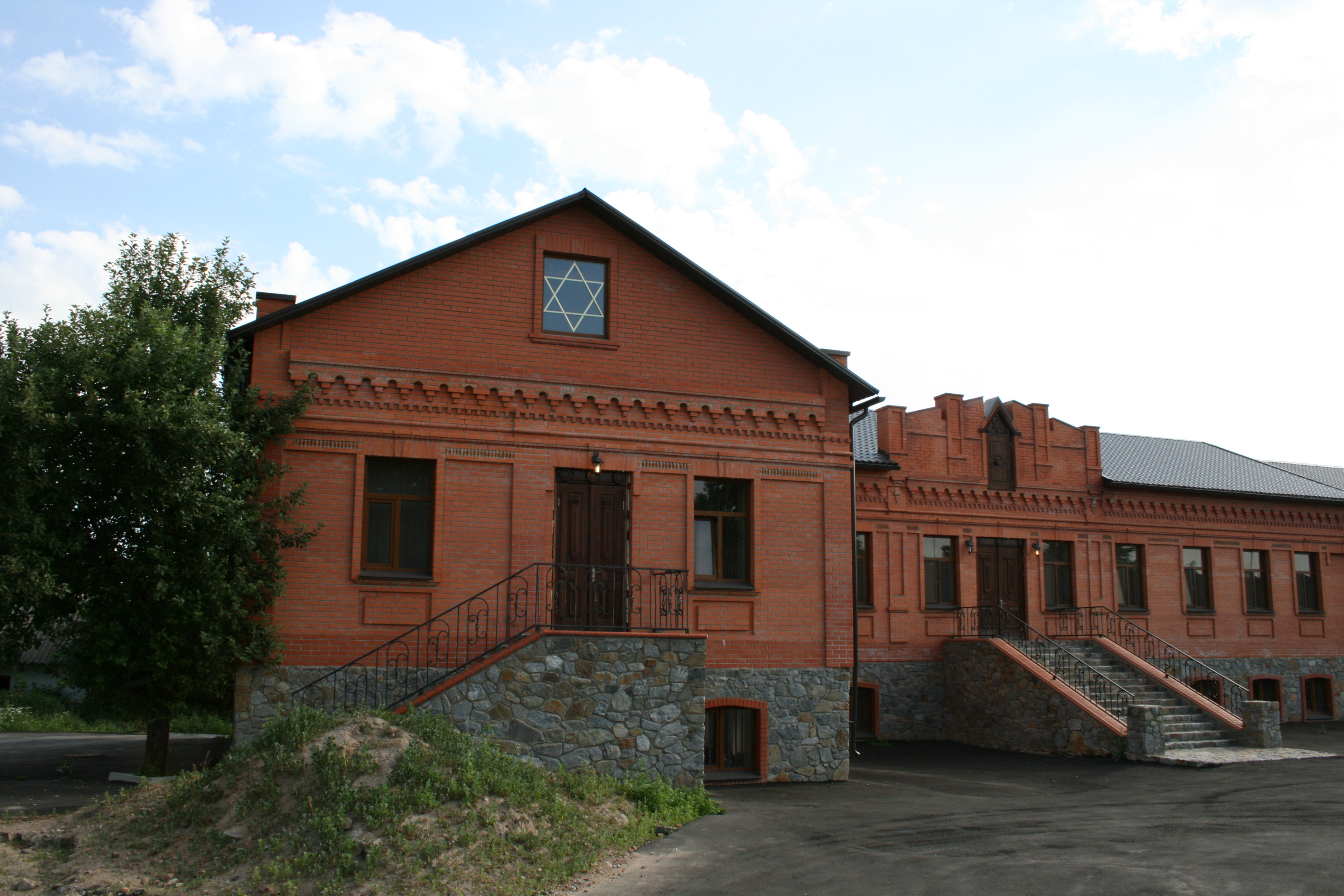
Синагога Сквирской династии хасидов

В 1897 году численность населения составляла 16 265 человек, здесь действовали два пивоваренных завода, дрожжевой завод и две табачные фабрики (на которых имелось 129 рабочих), приходское училище, лечебница, аптека, регулярно проходили ярмарки, однако большинство населения занималось земледелием и огородничеством.
В 1931 году был построен комбинат хлебопродуктов.
В ходе Великой Отечественной войны 14 июля 1941 года город был оккупирован немецкими войсками. 29 декабря 1943 года 240-я стрелковая дивизия 50-го стрелкового корпуса 1-го Украинского фронта в ходе Житомирско-Бердичевской операции освободила город.
В 1975 году численность населения города составляла 18,3 тыс. человек, основой экономики являлись предприятия пищевой и лёгкой промышленности.
В мае 1995 года Кабинет министров Украины утвердил решение о приватизации находившихся в городе АТП-13267, завода сантехизделий, кирпичного завода, завода «Яшма» и райсельхозтехники, в июле 1995 года было утверждено решение о приватизации совхоза.

## Население
В январе 1989 года численность населения города составляла 19 273 человека.

### Языковой состав
Родной язык населения по данным переписи 2001 года:
| Язык       | Численность, чел. | Доля     |
| ---------- | ----------------- | -------- |
| Украинский | 17 580            | 97,62 %  |
| Русский    | 343               | 1,90 %   |
| Другое     | 86                | 0,48 %   |
| Итого      | 18 009            | 100,00 % |

## Транспорт
В городе находится конечная станция железнодорожной ветки от линии Киев — Казатин.

## Известные жители
- Станислав Врублёвский (1868—1949) — польский военачальник, генерал-майор Войска Польского Второй польской республики.
- Ахад ха-Ам (1856—1927) — еврейский писатель-публицист и философ.
- Магомет, Иосиф Яковлевич (1880—1973) — украинский советский селекционер.
- Маргулис, Давид Львович
- Тверский, Янкев-Йосеф, известный как реб Я́нкэлэ Скви́рэр (дословно реб Янкэлэ из Сквиры; идиш יעקבֿ יוסף טװערסקי&lrm‎; 1899—1968) — хасидский цадик, глава Сквирской династии (Сквирский Ребе), основатель её современного центра поселения Новая Сквира в штате Нью-Йорк.
- Ольшевский, Николай Михайлович, Герой Советского Союза, командир танка 26-й гвардейской танковой бригады 2-го танкового корпуса 2-го Белорусского фронта, гвардии младший лейтенант. Погиб при освобождении г. Вильнюс в 1944 году
- Беренштейн, Исаак Борисович (род. 1931) — советский специалист в области механизации сельского хозяйства[12]
- Зельман, Владимир Лазаревич (р. 1935) — выдающийся российский и американский медик.
- Гордовенко, Михаил Васильевич (р. 1940) — Герой Украины, бригадир шахтёров очистного забоя шахты «Краснолиманская», Донецкая область.
- Пугач Сергей Алексеевич — 1925 г.р. Ветеран Великой Отечественной войны с 1943 по 1945 г.г. Награждён Орденом Красной Звезды и медалью За отвагу .
- Худжамов, Рустам Махмудкулович (р.1982) — футболист, вратарь клуба «Шахтёр».

В городе находится могила Героя Советского Союза красноармейца Гео́ргия Трофи́мовича Яку́шкина.